# Premier League 2006-07

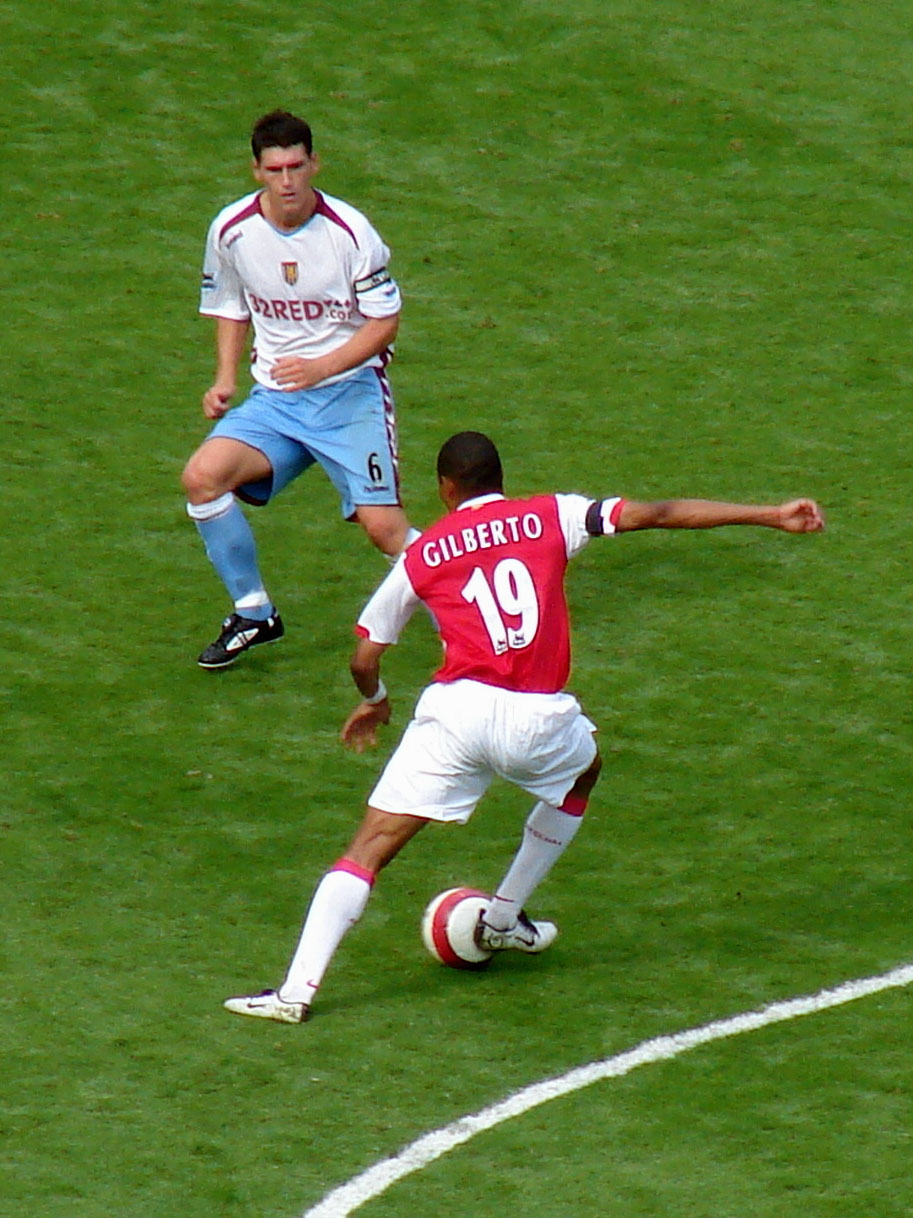
Partido entre Arsenal y Aston Villa

La temporada 2006-07 de la Premier League  fue la decimoquinta edición de la máxima categoría de fútbol en Inglaterra.

## Clasificación general
| Pos. | Equipo                | Pts. | PJ | G  | E  | P  | GF | GC | Dif. | Clasificación                                |
| ---- | --------------------- | ---- | -- | -- | -- | -- | -- | -- | ---- | -------------------------------------------- |
| 1    | Manchester United (C) | 89   | 38 | 28 | 5  | 5  | 83 | 27 | +56  | Fase de grupos de la Liga de Campeones       |
| 2    | Chelsea               | 83   | 38 | 24 | 11 | 3  | 64 | 24 | +40  | Fase de grupos de la Liga de Campeones       |
| 3    | Liverpool             | 68   | 38 | 20 | 8  | 10 | 57 | 27 | +30  | Tercera ronda previa de la Liga de Campeones |
| 4    | Arsenal               | 68   | 38 | 19 | 11 | 8  | 63 | 35 | +28  | Tercera ronda previa de la Liga de Campeones |
| 5    | Tottenham Hotspur     | 60   | 38 | 17 | 9  | 12 | 57 | 54 | +3   | Primera ronda de la Copa de la UEFA          |
| 6    | Everton               | 58   | 38 | 15 | 13 | 10 | 52 | 36 | +16  | Primera ronda de la Copa de la UEFA          |
| 7    | Bolton Wanderers      | 56   | 38 | 16 | 8  | 14 | 47 | 52 | −5   | Primera ronda de la Copa de la UEFA          |
| 8    | Reading               | 55   | 38 | 16 | 7  | 15 | 52 | 47 | +5   |                                              |
| 9    | Portsmouth            | 54   | 38 | 14 | 12 | 12 | 45 | 42 | +3   |                                              |
| 10   | Blackburn Rovers      | 52   | 38 | 15 | 7  | 16 | 52 | 54 | −2   | Tercera ronda de la Copa Intertoto           |
| 11   | Aston Villa           | 50   | 38 | 11 | 17 | 10 | 43 | 41 | +2   |                                              |
| 12   | Middlesbrough         | 46   | 38 | 12 | 10 | 16 | 44 | 49 | −5   |                                              |
| 13   | Newcastle United      | 43   | 38 | 11 | 10 | 17 | 38 | 47 | −9   |                                              |
| 14   | Manchester City       | 42   | 38 | 11 | 9  | 18 | 29 | 44 | −15  |                                              |
| 15   | West Ham United       | 41   | 38 | 12 | 5  | 21 | 35 | 59 | −24  |                                              |
| 16   | Fulham                | 39   | 38 | 8  | 15 | 15 | 38 | 60 | −22  |                                              |
| 17   | Wigan Athletic        | 38   | 38 | 10 | 8  | 20 | 37 | 59 | −22  |                                              |
| 18   | Sheffield United (D)  | 38   | 38 | 10 | 8  | 20 | 32 | 55 | −23  | Descenso de categoría                        |
| 19   | Charlton Athletic (D) | 34   | 38 | 8  | 10 | 20 | 34 | 60 | −26  | Descenso de categoría                        |
| 20   | Watford (D)           | 28   | 38 | 5  | 13 | 20 | 29 | 59 | −30  | Descenso de categoría                        |

 Fuente: [cita requerida]
Notas:
1. 1 2  Everton y Bolton Wanderers se clasificaron para la primera ronda de la Copa de la UEFA, ya que tanto los finalistas de la FA Cup 2006-07 (Manchester United y Chelsea) como el campeón de la Copa de la Liga de Inglaterra 2006-07 (Chelsea) se clasificaron para la fase de grupos de la Liga de Campeones, por los que los lugares que otorgaban dichos torneos, pasaron al 6° y 7° clasificados respectivamente.

| Bandera de Inglaterra                |
| Campeón Manchester United 16º título |

## Resultados
- Liga de Campeones: Manchester United, Chelsea
- Calificación a la Liga de Campeones: Liverpool, Arsenal
- Copa UEFA: Tottenham, Everton, Bolton Wanderers
- Copa Intertoto: Blackburn Rovers
- Descensos: Sheffield United, Charlton Athletic, Watford
- Ascensos: Sunderland, Birmingham City, Derby County

## Premios

### Máximos goleadores
| Jugador           | Equipo            | Goles |
| Didier Drogba     | Chelsea           | 20    |
| Benni McCarthy    | Blackburn Rovers  | 18    |
| Cristiano Ronaldo | Manchester United | 17    |
| Wayne Rooney      | Manchester United | 14    |
| Mark Viduka       | Middlesbrough     | 14    |

### Mejor jugador
Lo ganó Cristiano Ronaldo, del Manchester United. Fue el primer jugador desde Andy Gray en 1977 en ganar el premio de mejor jugador y mejor jugador joven de la Premier.
| Jugador           | Equipo            | Pos. |
| Cristiano Ronaldo | Manchester United | 1º   |
| Didier Drogba     | Chelsea           | 2º   |
| Ryan Giggs        | Manchester United | 3º   |

### Mejor jugador joven
| Jugador           | Equipo            | Pos. |
| Cristiano Ronaldo | Manchester United | 1º   |
| Cesc Fàbregas     | Arsenal           | 2º   |
| Aaron Lennon      | Tottenham Hotspur | 3º   |

### Equipo del año
- Portero:  Edwin van der Sar (Manchester United).
- Defensas:  Gary Neville (Manchester United),  Patrice Evra (Manchester United),  Rio Ferdinand (Manchester United),  Nemanja Vidić (Manchester United).
- Centrocampistas:  Steven Gerrard (Liverpool),  Paul Scholes (Manchester United),  Ryan Giggs (Manchester United),  Cristiano Ronaldo (Manchester United).
- Delanteros:  Didier Drogba (Chelsea),  Dimitar Berbatov (Tottenham Hotspur).

### Premio al mérito
Fue entregado a Sir Alex Ferguson, por su compromiso como entrenador del Manchester United, la Premiership, y como reconocimiento a sus 19 títulos en Inglaterra.

### Premio al mejor jugador según los fanes
La votación se llevó a cabo en la página web GiveMeFootball.com durante cuatro días. El resultado final fue:
| Jugador           | Equipo            | Pos. |
| Cristiano Ronaldo | Manchester United | 1º   |
| Steven Gerrard    | Liverpool         | 2º   |
| Dimitar Berbatov  | Tottenham Hotspur | 3º   |
| Thierry Henry     | Arsenal           | 4º   |
| Frank Lampard     | Chelsea           | 5º   |

### Mejor jugador según la prensa
| Jugador           | Equipo            | Pos. |
| Cristiano Ronaldo | Manchester United | 1º   |
| Didier Drogba     | Chelsea           | 2º   |
| Ryan Giggs        | Manchester United | 3º   |